# Équipe cycliste Isaac
L'équipe cycliste Team Isaac  est une équipe cycliste allemande. L'équipe participe aux circuits continentaux UCI en 2007 et 2008 en tant qu'équipe continentale. Elle dispute la plupart de ses courses en Allemagne. Les directeurs sportifs sont Thomas Rieger, Michael Schiffner et Fritz Fischer. Elle est équipée de vélos de la société Isaac, qui est également le sponsor principal. 
Au cours de la saison 2009, l'équipe perd son statut d'équipe continentale, car elle ne remplissait plus les conditions requises. Elle court avec un statut amateur par la suite, sous le nom de Team Isaac Torgau e.V..

## Saison 2008

### Effectif
| Coureur            | Date de naissance | Nationalité | Équipe 2007             |
| ------------------ | ----------------- | ----------- | ----------------------- |
| Tobias Doerrer     | 06.03.1969        | Allemagne   |                         |
| Jens Hentschel     | 25.07.1974        | Allemagne   | Néo-pro                 |
| Marco Kiritschenko | 09.04.1982        | Allemagne   | Notebooksbilliger.de    |
| Hans Koch          | 07.12.1985        | Allemagne   |                         |
| Björn Mauersberger | 21.06.1982        | Allemagne   |                         |
| Sebastian Prengel  | 16.12.1980        | Allemagne   | Storez Ledecq Materiaux |
| Karsten Rieger     | 18.11.1983        | Allemagne   |                         |
| Patrick Schubert   | 21.03.1984        | Allemagne   |                         |
| Karsten Volkmann   | 01.09.1978        | Allemagne   |                         |
| Steffen Wust       | 27.11.1975        | Allemagne   |                         |

### Résultats
| Date       | Course                  | Pays      | Vainqueur        |
| ---------- | ----------------------- | --------- | ---------------- |
| 24/08/2008 | Rund um den Sachsenring | Allemagne | Karsten Volkmann |